# Stickney (kráter)

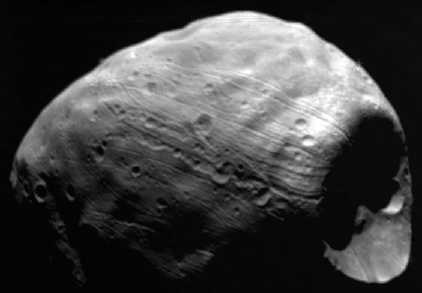
Kráter Stickney na Phobosu (vpravo)

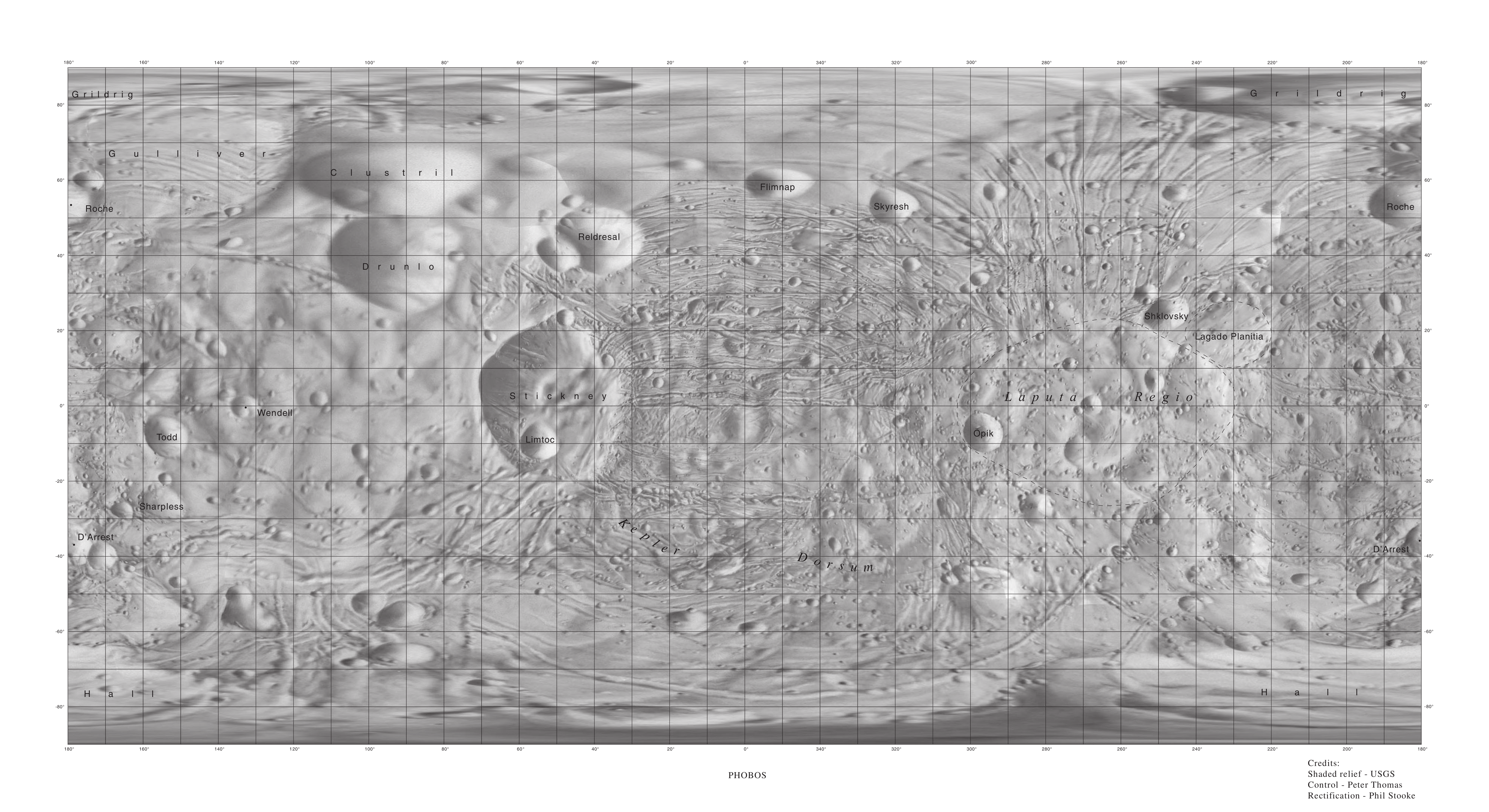
Mapa Phobosu s kráterem Stickney.

Stickney je největší impaktní kráter na Phobosu, měsíci planety Mars. Tvoří výraznou dominantu tohoto malého měsíce. Jeho střední souřadnice činí 1° severní šířky a 49° západní délky, má průměr 9 kilometrů. Je pojmenován Mezinárodní astronomickou unií po Chloe Angeline Stickney Hall, manželce amerického astronoma Asapha Halla, objevitele Phobosu a Deimosu.
Uvnitř se nachází menší kráter Limtoc pojmenovaný podle postavy z literárního díla Gulliverovy cesty od Jonathana Swifta.